# Michail Jaroslavič
Michail Jaroslavič in russo Михаил Ярославич?, anche conosciuto come Michele di Tver', (Vladimir, 1271 – Saraj, 22 novembre 1318), Principe di Tver' dal 1285 e Gran Principe di Vladimir dal 1304 fino alla sua morte. È venerato come santo dalla Chiesa ortodossa russa, che lo ha nominato nel 1549 santo patrono di Tver'.

## Biografia
Fu il secondogenito del Principe Jaroslav III, fratello di Aleksandr Nevskij, e successe al padre nel 1285, quando questi spirò dopo essersi fatto ordinare monaco in punto di morte. La madre Ksenija, che vista la giovane età del figlio aveva un ruolo importante nella reggenza del principato e nell'educazione di quest'ultimo, crebbe Michele in una rigida formazione religiosa. Alla morte del Principe Andrej Aleksandrovič, Michele fu convocato dal Khan dell'Orda d'Oro che lo nominò Gran Principe di Vladimir e, primo tra i sovrani russi, si autoproclamò Gran Principe di tutta la Rus'.
Nel 1317 Jurij Danilovič, Principe di Mosca, volendo spodestare Michele insinuò alla presenza del Khan dell'Orda d'Oro, Uzbeg, che il Principe di Vladimir si volesse emancipare dal suo potere e si propose al Khan come nuovo sovrano di Russia. Uzbeg, diventato da poco Khan dell'Orda, assegnò il titolo di Gran Principe di Vladimir a Jurij Danilovič, gli concesse la mano della sorella Končaka e inviò alcune unità tatare dell'esercito mongolo in suo aiuto contro Michail Jaroslavič.
Il 22 dicembre 1317 Michele sconfisse il nemico presso un villaggio chiamato Bortenevo, a 40 km da Tver', catturando un gran numero di prigionieri, tra cui Končaka, che morì in prigionia poco prima di essere liberata. Accusato da Jurij dell'avvelenamento della moglie, Michele fu costretto dal Khan a presentarsi presso di lui per discolparsi. Ritenuto colpevole fu condannato alla prigionia e, dopo pochi giorni, fu assassinato da emissari di Jurij infiltratisi nell'Orda.
Le reliquie del santo furono consegnate un anno più tardi alla moglie Anna di Kašin e furono seppellite il 6 settembre 1320 nella chiesa della Trasfigurazione di Tver'.

## Altri progetti

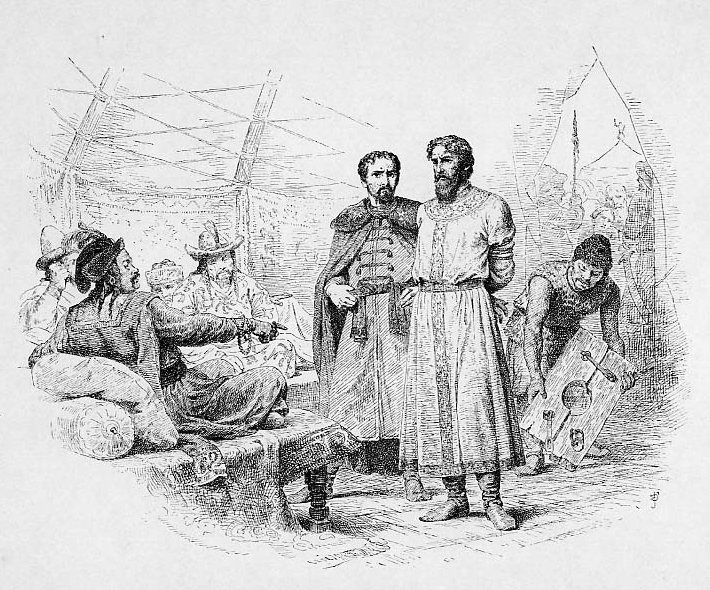
Michail Jaroslavič davanti al khan Mongolo, dipinto di Vasili Vereščagin.

## Ascendenza
|                          |   |                 | Genitori              |  |  | Nonni |  |  | Bisnonni                 |  |  | Trisnonni                |  |
|                          |   |                 |                       |  |  |       |  |  | Vsevolod III di Vladimir |  |  | Jurij Dolgorukij di Kiev |  |
|                          |   |                 |                       |  |  |       |  |  | Vsevolod III di Vladimir |  |  | Jurij Dolgorukij di Kiev |  |
|                          |   | Elena           |                       |  |  |       |  |  | Vsevolod III di Vladimir |  |  |                          |  |
| Jaroslav II di Vladimir  |   |                 |                       |  |  |       |  |  | Vsevolod III di Vladimir |  |  |                          |  |
|                          |   | Marija Švarnova | Vasiliko Brjacislavic |  |  |       |  |  |                          |  |  |                          |  |
|                          |   | Marija Švarnova | Vasiliko Brjacislavic |  |  |       |  |  |                          |  |  |                          |  |
|                          |   | Marija Švarnova | …                     |  |  |       |  |  |                          |  |  |                          |  |
| Jaroslav III di Vladimir |   | Marija Švarnova |                       |  |  |       |  |  |                          |  |  |                          |  |
|                          |   | …               | …                     |  |  |       |  |  |                          |  |  |                          |  |
|                          |   | …               | …                     |  |  |       |  |  |                          |  |  |                          |  |
|                          |   | …               | …                     |  |  |       |  |  |                          |  |  |                          |  |
| Rostislava Mstislavna    |   | …               |                       |  |  |       |  |  |                          |  |  |                          |  |
|                          |   | …               | …                     |  |  |       |  |  |                          |  |  |                          |  |
|                          |   | …               | …                     |  |  |       |  |  |                          |  |  |                          |  |
|                          |   | …               | …                     |  |  |       |  |  |                          |  |  |                          |  |
| Michail Jaroslavič       |   | …               |                       |  |  |       |  |  |                          |  |  |                          |  |
|                          | … | …               |                       |  |  |       |  |  |                          |  |  |                          |  |
|                          | … | …               |                       |  |  |       |  |  |                          |  |  |                          |  |
|                          | … | …               |                       |  |  |       |  |  |                          |  |  |                          |  |
| …                        | … |                 |                       |  |  |       |  |  |                          |  |  |                          |  |
|                          |   | …               | …                     |  |  |       |  |  |                          |  |  |                          |  |
|                          |   | …               | …                     |  |  |       |  |  |                          |  |  |                          |  |
|                          |   | …               | …                     |  |  |       |  |  |                          |  |  |                          |  |
| Ksenija                  |   | …               |                       |  |  |       |  |  |                          |  |  |                          |  |
|                          |   | …               | …                     |  |  |       |  |  |                          |  |  |                          |  |
|                          |   | …               | …                     |  |  |       |  |  |                          |  |  |                          |  |
|                          |   | …               | …                     |  |  |       |  |  |                          |  |  |                          |  |
| …                        |   | …               |                       |  |  |       |  |  |                          |  |  |                          |  |
|                          |   | …               | …                     |  |  |       |  |  |                          |  |  |                          |  |
|                          |   | …               | …                     |  |  |       |  |  |                          |  |  |                          |  |
|                          |   | …               | …                     |  |  |       |  |  |                          |  |  |                          |  |
|                          |   | …               |                       |  |  |       |  |  |                          |  |  |                          |  |